# Oelnasi
Oelnasi is een bestuurslaag in het regentschap Kupang van de provincie Oost-Nusa Tenggara, Indonesië. Oelnasi telt 1945 inwoners (volkstelling 2010).